# Alberto Ney Costa de Jesús
Alberto Ney Costa de Jesús (Salvador de Bahía, Brasil, 20 de noviembre de 1980) o simplemente Ney Costa es un exfutbolista brasileño nacionalizado hondureño. Jugaba como delantero y en Honduras tuvo muy buenas temporadas.

## Datos
- Su primer equipo fue el Comercial Futebol Clube.
- Es el máximo anotador de la historia del Deportes Savio donde es considerado un ídolo.

## Clubes
| Club               | País     | Año         |
| ------------------ | -------- | ----------- |
| Comercial          | Brasil   | 2001 - 2002 |
| Bahia              | Brasil   | 2002 - 2003 |
| Universidad        | Honduras | 2003 - 2004 |
| Vida               | Honduras | 2004        |
| Atlético Olanchano | Honduras | 2004 - 2005 |
| Real España        | Honduras | 2005        |
| Hispano            | Honduras | 2006        |
| Vida               | Honduras | 2007        |
| Deportes Savio     | Honduras | 2007 - 2012 |
| Vida               | Honduras | 2012        |
| Juticalpa FC       | Honduras | 2013        |
| Deportes Savio     | Honduras | 2013 - 2014 |